# Negelein (Adelsgeschlecht)

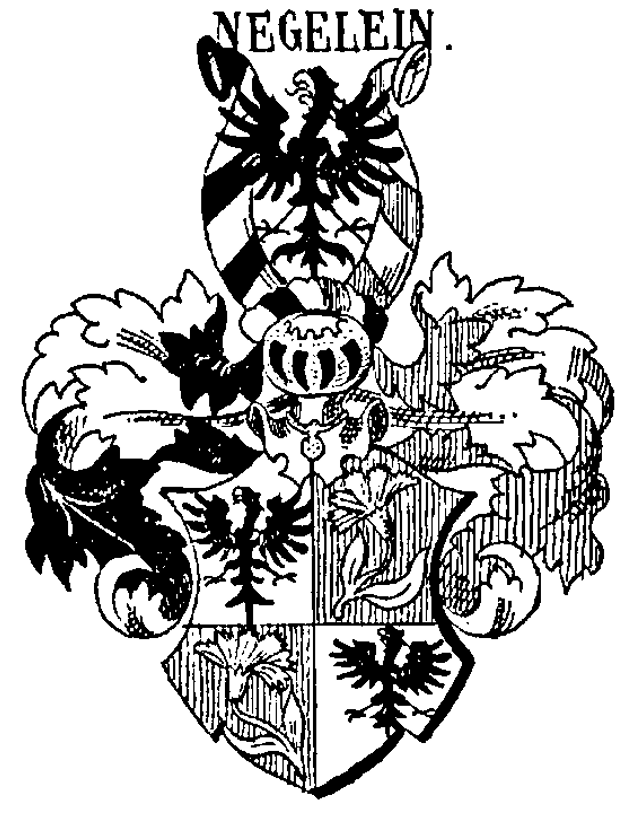
Wappen derer von Negelein (1724) in Siebmachers Wappenbuch

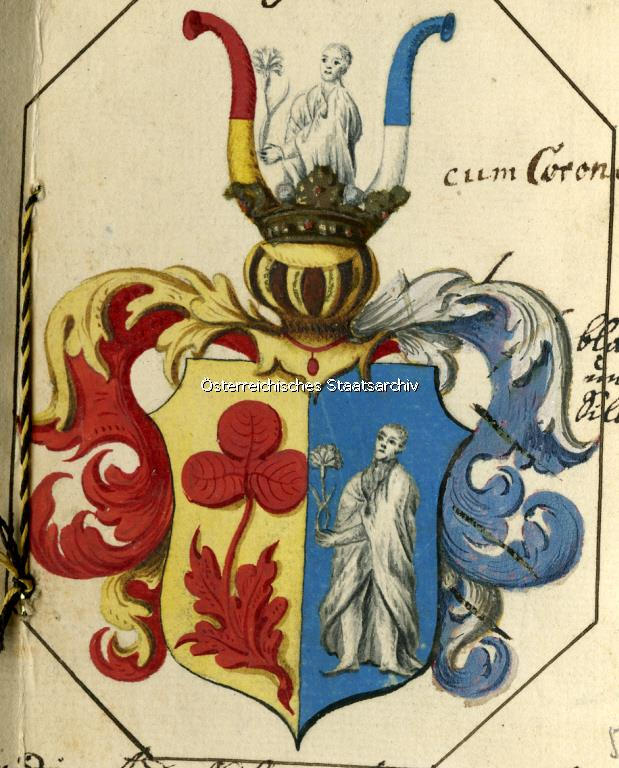
Wappen derer von Negelein (1752) im Österreichischen Staatsarchiv

Negelein ist der Name eines preußischen Adelsgeschlechts.

## Geschichte
Die ursprünglich Nürnberger Gastgeber- und Weinschenkenfamilie beginnt ihre Stammreihe mit Jörg Negelein, der 1537 in St. Lorenz (Nürnberg) heiratet. 
Der 1694 nach Königsberg in Preußen übergesiedelte Christoph Aegidius von Negelein (1668–1746) preußische Geheime Kommerzienrat und Erbherr auf Weßlienen, wurde in Berlin am 19. August 1724 in den preußischen Adelsstand erhoben. Die Familie besaß in Ostpreußen zahlreiche Landgüter.
An die Oldenburgischen Linie erging in Wien am 28. Januar 1752 für Carl Friedrich Negelein, nachmaliger holsteinischer Oberstleutnant, die Hebung in den Reichsadelsstand mit Wappenbestätigung.

## Angehörige
- Christoph Aegidius von Negelein (1668–1746), Oberbürgermeister von Königsberg
- Julius Aegidius von Negelein (1706–1772), preußischer Hofgerichtsvizepräsident
- Johann Hieronymus von Negelein (1673–1744), preußischer Verwaltungsjurist[4]
- Peter Ludwig Carl Friedrich von Negelein (1783–1826), Amtmann von Westerstede, Besitzer von Schloss Fikensolt[5]
- Friedrich von Negelein (1792–1873), preußischer Landrat im Kreis Labiau
- Maximilian von Negelein (1852–1911), preußischer Verwaltungsjurist
- Julius von Negelein (1872–1932), deutscher Orientalist, Religionswissenschaftler, Kulturwissenschaftler und Volkskundler[6]
- Waltraud von Negelein († nach 1938), deutsche Schauspielerin[7]

## Wappen
Blasonierung des Redenden Wappens von 1724: Geviert. Felder 1 und 4 in Silber ein schwarzer Adler, 2 und 3 in Rot eine gestielte silberne Nelke (Näglein = ältere Form für Nelke). Auf dem Helm mit rechts schwarz-silbernen, links rot-silbernen Decken der Adler zwischen Büffelhörnern, das rechte von Silber und Schwarz, das linke von Rot und Silber fünfmal geteilt.
Blasonierung des ebenfalls Redenden Wappens von 1752: Gespalten, rechts in Gold ein dreiblättriges rotes Kleeblatt mit rotem Laub am Stiel, links in Blau eine in ein silbernes Tuch gehüllte Gestalt, in der Linken eine silberne Nelke am Stiel haltend. Auf dem Helm mit rechts rot-golden, links blau-silbernen Decken die Schildgestalt wachsend zwischen Büffelhörnern, das rechte von Rot und Gold, das linke von Blau und Silber geteilt.